# لوليتا (فلم)
لوليتا (بالإنجليزية: Lolita) هو فيلم كوميدي تم إنتاجه في المملكة المتحدة والولايات المتحدة وصدر في سنة 1962. الفيلم من إخراج ستانلي كوبريك من بطولة شيلي وينترز وسو ليون وبيتر سلرز. الفيلم مأخوذ من رواية لوليتا للكاتب الروسي فلاديمير نابوكوف.

## فريق التمثيل
- جيمس ماسون في دور هامبيرت
- شيلي وينترس في دور شارلوت (الام)
- سيو ليون في دور لوليتا

## الموسيقى[5]
موسيقى فيلم لوليتا لحنت من قبل Nelson Riddle مثل الموسيقئ الاساسية (ُ[https://www.youtube.com/watch?v=jr5Opl9U6jo الموسيقى الاساسيه]) وكانت الموسيقى على وقع الستينات

## إعادة تمثيل الفيلم[6]
تم اعاده تمثيل احداث الفيلم في عام 1997 , من إخراج ادريان لين عورف الفيلم لقوربه للرواية أكثر من فيلم ستانلي كوبريك. لكن النقاد يقولون انه لم يستطع توصيل الفكرة مثل فيلم كوبريك 
الفيلم استطاع تحقيق ايرادات تقدر ب مليون دولار من 62 مليون دولار.

## مشاكل حول الفيلم
كان الناس يتحدثون حول استخدام طفله مثل سو ليون حيث كانت تبلغ 14 سنه عند تمثيلها للفيلم. لكن محبين ستانلي كوبريك يقولون ان الناس لم يفهموا الفيلم.

## الميزانية والإيرادات
بلغت تكلفة إنتاج الفيلم حوالي مليوني دولار بينما حقق إيرادات تقدر بـ 9.25 مليون دولار.

## وصلات خارجية
- لوليتا على موقع IMDb (الإنجليزية)
- لوليتا على موقع ميتاكريتيك (الإنجليزية)
- لوليتا على موقع الموسوعة البريطانية (الإنجليزية)
- لوليتا على موقع روتن توميتوز (الإنجليزية)
- لوليتا على موقع نتفليكس (الإنجليزية)
- لوليتا على موقع قاعدة بيانات الأفلام العربية
- لوليتا على موقع ألو سيني (الفرنسية)
- لوليتا على موقع Turner Classic Movies (الإنجليزية)
- لوليتا على موقع أول موفي (الإنجليزية)
- لوليتا على موقع فيلمافينيتي (الإسبانية)